# Gustav Ytterborn
Gustav Rudolf Ytterborn, ursprungligen Larsson, född 11 augusti 1901 i Ytterby församling, Bohuslän, död 11 juli 1981 i Bromma, Stockholm, var en svensk agronom och ämbetsman.
Ytterborn avlade agronomexamen 1926 vid Alnarps lantbruksinstitut. Han var 1938-1942 byråchef i Lantbruksstyrelsen, från 1948 överdirektör och 1966-1967 generaldirektör där. Han invaldes 1953 som ledamot av Lantbruksakademien.